# The Ultimate Fighter: Team Bisping vs. Team Miller Finale
The Ultimate Fighter: Team Bisping vs. Team Miller Finale (también conocido como The Ultimate Fighter 14 Finale) fue un evento de artes marciales mixtas celebrado por Ultimate Fighting Championship el 3 de diciembre de 2011 en el Palms Casino Resort, en Paradise, Nevada.

## Historia
El evento contó con los finalistas de The Ultimate Fighter 14 - Equipo Bisping vs. Equipo Miller en las divisiones de peso pluma y peso gallo.
Fox Sports se hizo cargo de los derechos de emisión de UFC en enero de 2012, este fue el último evento de UFC que se transmitió su tarjeta principal en Spike TV. Sin embargo, la red transmitió dos peleas preliminares de UFC 141 en vivo en ese mismo mes. La tarjeta fue transmitida en el Reino Unido por FX.
Las peleas preliminares fueron emitidas en Facebook y estaba compuesto totalmente por miembros del elenco de la serie.
Akira Corassani fue originalmente programado para luchar contra Steven Siler en este evento. Sin embargo, Corassani sufrió una lesión y tuvo que retirarse de la pelea. Fue reemplazado por Josh Clopton.

## Premios extra
Cada peleador recibió un bono de $40,000.
- Pelea de la Noche: Diego Brandao vs. Dennis Bermúdez
- KO de la Noche: John Dodson
- Sumisión de la Noche: Diego Brandao